# Lễ cưới (người Tày)
Lễ cưới Tày là một nghi lễ của người đồng bào dân tộc Tày, Tây Bắc và Đông Bắc

## Lễ Dạm hỏi
Tại lễ này, một người chú, bác đại diện cho nhà trai mang theo một đôi gà trống thiến, gạo nếp cùng một người đi cùng gánh lễ vật để xin ăn hỏi.

## Lễ Ăn hỏi (Lễ nhận thông gia)
Thành phần gồm 1 ông chú hoặc bác bên bố chàng trai làm trưởng đoàn, 1 ông chú hoặc bác bên mẹ chàng trai làm phó đoàn. Lễ vật đám hỏi 12 mâm khách gồm:
- 12 con gà hoặc một con lợn khoảng 40–50 kg
- Bánh chưng
- Bánh giày
- Rượu 20 LÍT

Từ lễ ăn hỏi này, hai bên xin phép được qua lại nhà nhau như người nhà trong những ngày lễ tết hay có công việc lớn.

## Lễ cưới
Nhà trai xem ngày tốt để tiến hành lễ cưới. Tục thách cưới, nhà trai phải lo toàn bộ đồ ăn cho khách mời của nhà gái trong ngày cưới như: gà, lợn, xôi, bánh, gạo, rượu.... Trước đây, thách cưới bằng bạc trắng, nay thách cưới bằng tiền để sắm đồ cưới.
Theo phong tục, những gia đình có con gái từ 10 tuổi trở lên phải trồng bông dệt vải. Khi cô dâu về nhà chồng phải chuẩn bị cho ông bà nội, ngoại, bố mẹ chồng, cô, dì, chú bác bên chồng mỗi gia đình một đôi gối, một cái chăn bông. Nếu anh em chưa có gia đình thì mỗi người sẽ được cô dâu tặng một cái chăn và một cái gối. Đồng thời, cô dâu còn phải chuẩn bị đầy đủ mọi dụng cụ, phục vụ sinh hoạt và lao động sản xuất để mang theo về nhà chồng. Cô dâu trong ngày cưới mặc áo dài đen, váy đen, vấn tóc trong vành khăn.
Trước khi nhà trai đi đón dâu phải làm lễ cúng tổ tiên. Khi đi đón dâu, nhà trai gồm có hai người cao tuổi đại diện, chú rể, phù rể, bà gia hặp (bà đưa cơi trầu). Đi đến chân cầu thang nhà gái, ông bác đại diện nhà trai xin phép rửa chân để lên nhà nói chuyện xin dâu. Trước khi ăn cơm ở nhà gái, 2 người lớn tuổi đại diện nhà trai cùng chú rể, phù rể phải đi mời cơm lần lượt quan khách của họ nhà gái. Trước khi đoàn trở về nhà trai, cô dâu, chú rể lạy ông bà, bố mẹ,... nhà gái mỗi người 3 lạy.
Đoàn rước dâu khi đi ra khỏi nhà gái thì bố trí 2 người cao tuổi đại diện nhà trai đi trước, cô dâu, chú rể đi sau, tay cô dâu cầm nón, thẻ hương. Khi xuống cầu thang, cô dâu đội nón lên đầu, đến chân cầu thang cắm một thẻ hương. Ra đến cổng nhà lại cắm một thẻ hương ở cổng. Đoàn đưa dâu đại diện cho họ nhà gái gồm có 1 ông, 1 bà cao tuổi (ông ta thống, bà tai thống) phù dâu, anh em, bạn bè...
Buổi tối hôm đón dâu, bà tai thống, ông ta thống và phù dâu ngủ lại ở nhà trai. Bà tai thống và phù dâu sẽ ngủ cùng cô dâu. Sáng hôm sau, cô dâu, phù dâu dậy sớm lấy nước, lấy khăn bê đến cho mọi người trong nhà rửa mặt.

## Ngày nay
Trong cuộc sống mới hôm nay, tục cưới xin của người Tày đây tuy có nhiều đổi thay nhưng vẫn lưu giữ được những nét văn hóa truyền thống đặc trưng của địa phương.